# Philippe Ébly
 (juin 2020).
Pour les articles homonymes, voir Ebly (homonymie).
Œuvres principales
- Série Les Conquérants de l'impossible
- Série Les Évadés du temps
- Série Les Patrouilleurs de l'an 4003

Philippe Ébly, pseudonyme de Jacques Gouzou, né le 29 juillet 1920 à Paris et mort le 1er mars 2014 à Liège, est un écrivain belge francophone de romans pour la jeunesse, de science-fiction et de fantastique. Ses principales séries ont été traduites en espagnol et en allemand et, pour certains ouvrages, dans d'autres langues. Sa période la plus féconde s'étend de 1971 à 1988.

## Carrière chez Hachette Livre
Après avoir essuyé les refus de diverses maisons d'édition (Gallimard, Fleuve Noir Anticipation et Hachette), Philippe Ébly se remet en question. Il donne un tour plus optimiste à ses récits, cible non plus un public adulte mais la jeunesse, crée des personnages d'une grande rigueur morale, et parvient à se faire publier dans la collection Bibliothèque verte. Cette collaboration durera de 1971 à 1996.

### Les Conquérants de l'impossible
Il commence sa carrière en 1971 avec Destination Uruapan, premier volume de la série Les Conquérants de l'impossible - l'une de ses trois séries parues dans la Bibliothèque verte (1971 à 1996). Dans ce roman, les héros sont au nombre de quatre. Ils passeront même à cinq dans les deux volets suivants avant que l'équipe ne se stabilise à trois. Le chef naturel est Serge Daspremont, un jeune Parisien très blond, aux origines vikings. Le deuxième est Xolotl, un authentique indien de la Sierra Madre[Laquelle ?] rencontré dans le premier roman. Le dernier est Thibaut de Châlus, un jeune homme en provenance du XIIe siècle qui fait son apparition dans Celui qui revenait de loin. Enfin, une fille intégrera le groupe sur le tard. Elle s'appelle Souhi et vient du futur. L'auteur réunira dans ces histoires ses deux passions que sont l'Histoire et la Science-fiction en faisant souvent voyager ses héros dans le passé.
Cette première série aborde notamment le thème des voyages temporels et des paradoxes qui en découlent. Elle s'apparente ainsi à la science-fiction, dans le sens où l'intrusion du fantastique se fait par des moyens « scientifiques » (bain d'azote liquide duquel Thibaut ressort vivant plusieurs siècles après y être tombé, bracelets en Autinios pour voyager dans le temps, excursion sur Mars, exploration de l'intérieur d'un ordinateur…).

### Les Évadés du temps
En 1977 paraît Les Trois Portes, premier volume de la série Les Évadés du temps, sa deuxième série. Les héros en sont Didier et Thierry, deux adolescents « normaux », accompagnés par Kouroun, un jeune homme issu du Pays de Ganéom, un monde parallèle, et par Noïm, créature venue du « monde invisible » aux pouvoirs étranges et qui ressemble comme un jumeau à Didier.
Si le fantastique et le thèmes du voyage dans le temps sont toujours présents, leur intrusion se fait plutôt au moyen de la magie (pouvoirs surnaturels de Noïm, utilisation d'un « muwgh » pour les voyages temporels…). Cette deuxième série relève donc davantage du fantastique, voire de la fantasy, que de la science-fiction.

### Les patrouilleurs de l'an 4003
La troisième série intitulée Les Patrouilleurs de l'an 4003 relève du space-opera avec une équipe explorant une planète différente à chaque aventure, équipe mixte composée de Hina, Katia et Dogann, mais surtout de Xoni, le benjamin intrépide.

## Après la Bibliothèque verte

### Degliame
De 2002 à leur dépôt de bilan en 2005, les Éditions Degliame ont partiellement réédité ses ouvrages. Elles ont également publié le roman qui fut pendant plusieurs années le dernier volet de la série Les Conquérants de l'impossible en 2004. Enfin, Philippe Ébly publie également des nouvelles aux Éditions Averbode, reprises ensuite par les Éditions Luc Pire.

### Temps Impossibles
Après le dépôt de bilan des Éditions Degliame, l'auteur s'est retrouvé sans éditeur pour ses romans, une lacune qui est en train d'être comblée avec les éditions Temps Impossibles.
Une biographie intitulée Destination Philippe Ébly est sortie en avril 2007. Elle relate son parcours pour devenir écrivain, mais aussi ses méthodes de travail et des anecdotes liées à chaque roman.
Le premier inédit : Le Prisonnier de l'eau, vingtième aventure de la série Les Conquérants de l'impossible, est paru en décembre 2007 avec des illustrations de Fred Grivaud.
En mars 2009, est sorti le second inédit : Le Chien qui miaulait, vingt et unième aventure de la série Les Conquérants de l'impossible, toujours avec Fred Grivaud comme illustrateur.
Un recueil de nouvelles intitulé Sur le fleuve du temps est également prévu. On y retrouvera des personnages croisés dans Les Conquérants de l'Impossible.

## Œuvre

### Parutions dans laBibliothèque verte(Hachette)
- 1971 - 2009 : série Les Conquérants de l'impossible (21 romans).
- 1977 - 1988 : série Les Évadés du temps (9 romans)
- 1984 - 1986 : série Les Patrouilleurs de l'an 4003 (5 romans). Quatre adolescents de 15 à 17 ans, aspirants de la Police de l'Espace, en forment une des patrouilles. Il leur est confié diverses missions d'exploration ou de sauvetage, prétexte à découvrir une nouvelle planète lors de chaque aventure

### Autres parutions
- Récits Express
- Reviens Dino... Reviens, Revue Tremplin, 1996
- Retour Interdit, Averbode, 2002Réédité en 2003 aux Éditions Luc Pire
- La Nuit des deux Jean-Paul, Averbode, 2002
- Les Chemins du temps, Averbode, 2005
- Le Messager 107, Averbode, 2007

Sur le site web de l'auteur, on peut lire également un texte inédit intitulé Le Druide et l'Enfant ainsi que Reviens Dino… Reviens.